# Gauthier de Tessières
Gauthier de Tessières de Blanzac (Clermont-Ferrand, 9 novembre 1981) è un ex sciatore alpino francese, specialista del supergigante e dello slalom gigante.

## Biografia
De Tessières partecipò alla sua prima gara all'età di cinque anni, quando si trovava all'Alpe d'Huez

### Stagioni 1997-2005
Attivo in gare FIS dal novembre del 1996, entrò nella nazionale B francese ed esordì in Coppa Europa il 7 dicembre 1998 a Valloire in slalom gigante (40º). Il primo risultato importante della carriera arrivò nel febbraio del 2001, quando conquistò la medaglia di bronzo nel supergigante ai Mondiali juniores di Verbier. L'esordio in Coppa del Mondo avvenne il 9 dicembre 2001 nello slalom gigante di Val-d'Isère, in cui si piazzò 25º conquistando così i suoi primi punti nel circuito.
In Coppa Europa ottenne il primo podio il 15 febbraio 2001 a Ravascletto in slalom gigante (2º) e la prima vittoria il 15 gennaio 2002 a San Martino di Castrozza nella medesima specialità. Negli anni successivi non raccolse risultati particolarmente significativi in Coppa del Mondo, a parte due quindicesimi posti. Al suo esordio iridato, Bormio/Santa Caterina Valfurva 2005, non concluse la prova di slalom gigante.

### Stagioni 2006-2009
Debuttò ai Giochi olimpici invernali a Torino 2006, dove si classificò 39º nel supergigante e non concluse lo slalom gigante; l'anno dopo ai Mondiali di Åre fu 22º nel supergigante e 29º nello slalom gigante.
Il 13 dicembre 2008 conquistò il suo unico podio in Coppa del Mondo: in quella data arrivò infatti terzo sulle nevi di casa di Val-d'Isère, in slalom gigante, grazie all'ottima seconda manche disputata, nella quale, partendo per primo (dopo la prima frazione era infatti 30º), sfruttò al meglio la pista che dopo la sua discesa si era rovinata velocemente e si rese così protagonista di una grande rimonta. Ai Mondiali di quell'anno, disputati nella medesima località francese, si classificò 11º nel supergigante e 15º nello slalom gigante.

### Stagioni 2010-2014
Ai XXI Giochi olimpici invernali di Vancouver 2010, sua ultima presenza olimplica, si classificò 31º nel supergigante e non concluse lo slalom gigante; l'anno dopo ai Mondiali di Garmisch-Partenkirchen vinse la medaglia d'oro nella gara a squadre (partecipando come riserva) e fu 9º nello slalom gigante. Il 22 febbraio 2012 conquisto a Sella Nevea in supergigante la sua ultima vittoria, nonché ultimo podio, in Coppa Europa.
Ai Mondiali di Schladming 2013, suo congedo iridato, colse il miglior risultato individuale in carriera, riuscendo a conquistare la medaglia d'argento iridato nel supergigante. Il 26 gennaio 2014 disputò la sua ultima gara in Coppa del Mondo, il supergigante di Kitzbühel che chiuse al 48º posto, e al termine di quella stessa stagione 2013-2014 si ritirò dalle competizioni; la sua ultima gara fu lo slalom speciale dei Campionati mondiali militari 2014, il 27 marzo a Pampeago, non completato da De Tessières.

## Palmarès

### Mondiali
- 2 medaglie:
  - 1 oro (gara a squadre a Garmisch-Partenkirchen 2011)
  - 1 argento (supergigante a Schladming 2013)

### Mondiali juniores
- 1 medaglia:
  - 1 bronzo (supergigante a Verbier 2001)

### Coppa del Mondo
- Miglior piazzamento in classifica generale: 57º nel 2011
- 1 podio:
  - 1 terzo posto

### Coppa Europa
- Miglior piazzamento in classifica generale: 14º nel 2003
- 18 podi:
  - 5 vittorie
  - 5 secondi posti
  - 8 terzi posti

#### Coppa Europa - vittorie
| Data             | Località                 | Paese      | Specialità |
| ---------------- | ------------------------ | ---------- | ---------- |
| 15 febbraio 2002 | San Martino di Castrozza | Italia     | GS         |
| 19 gennaio 2007  | La Plagne                | Francia    | GS         |
| 8 febbraio 2008  | Jasná                    | Slovacchia | GS         |
| 2 febbraio 2012  | Santa Caterina Valfurva  | Italia     | SG         |
| 22 febbraio 2012 | Sella Nevea              | Italia     | SG         |

Legenda:

SG = supergigante

GS = slalom gigante

#### Coppa Europa - gare a squadre
- 1 podio:
  - 1 secondo posto

### Nor-Am Cup
- Miglior piazzamento in classifica generale: 73º nel 2007
- 1 podio:
  - 1 terzo posto

### South American Cup
- Miglior piazzamento in classifica generale: 10º nel 2013
- Vincitore della classifica di supergigante nel 2013
- 2 podi:
  - 1 secondo posto
  - 1 terzo posto

### Campionati francesi
- 6 medaglie[2]:
  - 2 ori (slalom gigante nel 2011; supergigante nel 2012)
  - 2 argenti (slalom gigante nel 2001; slalom gigante nel 2005)
  - 2 bronzi (slalom gigante nel 2002; slalom gigante nel 2006)